# Eltham (Nouvelle-Zélande)
Eltham est une petite localité de l’intérieur du district de South Taranaki, située dans l’Île du Nord de la Nouvelle-Zélande.

## Situation
Elle est localisée à 50 km au sud de ville de New Plymouth et au sud-est du cône du volcan du mont Taranaki/Egmont.
La ville de Stratford est située à 11 km au nord, la ville de Kaponga à 13 km à l’ouest, et celle d’Hawera est à 19 km au sud.
La route State Highway 3/S H3 (en) passe à travers la ville,.

## Population
Eltham est la deuxième ville par importance du secteur de South Taranaki. Sa population était de 1 980 habitants lors du recensement de 2006, en diminution de 120 résidents par rapport à 2001.

## Histoire
La colonisation commença dans le secteur d’Eltham en 1870 avec un bloc de terre, densément couvert de forêt, essentiellement dans le secteur au nord de Mountain Road. Une profusion de compagnies de scieries clarifia le district, qui fut alors transformé en prairies, que l’on trouva idéales pour l’installation des fermes laitières.
En 1884, l’année où la localité d’Eltham fut déclarée comme ville de district, les colons principalement venant d’Angleterre arrivèrent là en nombre et la ville atteint alors une population de 25 habitants.
Eltham fut déclarée un borough en 1901, et devint une partie du district de South Taranaki et le conseil local fut amalgamé en 1989.

## Activités
Eltham est connu comme le berceau des industries laitières de la région de Taranaki (en particulier le système de la coopérative), et pour être une des places en Nouvelle-Zélande, qui fabrique la présure, produit qui est important dans la fabrication du fromage.
C’est aussi la première place pour l’exportation du beurre vers l’Angleterre.
La principale industrie de la ville est la production du fromage, avec la plupart des spécialités de fromage constituant le Mainland Cheeses tels que de la feta et le camembert, qui sont produits par l’usine de Bridge Street. D’autres fromages sont aussi produits ici, tel que le fromage à pâte fondue utilisé dans de nombreux burgers, qui sont fabriqués sur le site par la compagnie de Collingwood Street, autrefois occupé par l’établissement de la Taranaki Cooperative Dairy Company, qui produisait du lait en poudre, mais maintenant remodelée de façon extensive.
Les fromages ont été utilisés comme le symbole central de la ville et pour renforcer ce point de vue, le réservoir de fourniture d’eau de la ville fut peint pour représenter un grand bloc de fromage en 2002.
Une autre industrie significative de la ville d’Eltham est la marque Riverlands (autrefois usine de congélation J. C. Hutton's), qui a une usine satellite dans la ville de Bulls, dans la région du Manawatu-Wanganui. Les deux établissements ensemble peuvent traiter jusqu’à 1 250 têtes de bétail chaque jour.

## Une fameuse première pour Eltham
High Street (qui passe à travers le centre de la ville, forme une partie de la route State Highway 3/S H 3 (en) reliant les villes de Stratford, de Ngaere, de Normanby et d’Hawera) et Bridge Street (qui pointe vers l’ouest en direction de la ville de Kaponga et rejoint la route State Highway 45/S H 45 près de la ville d’Opunake), où se trouve avoir été la première route goudronnée de Nouvelle-Zélande.

## Attractions spectaculaires

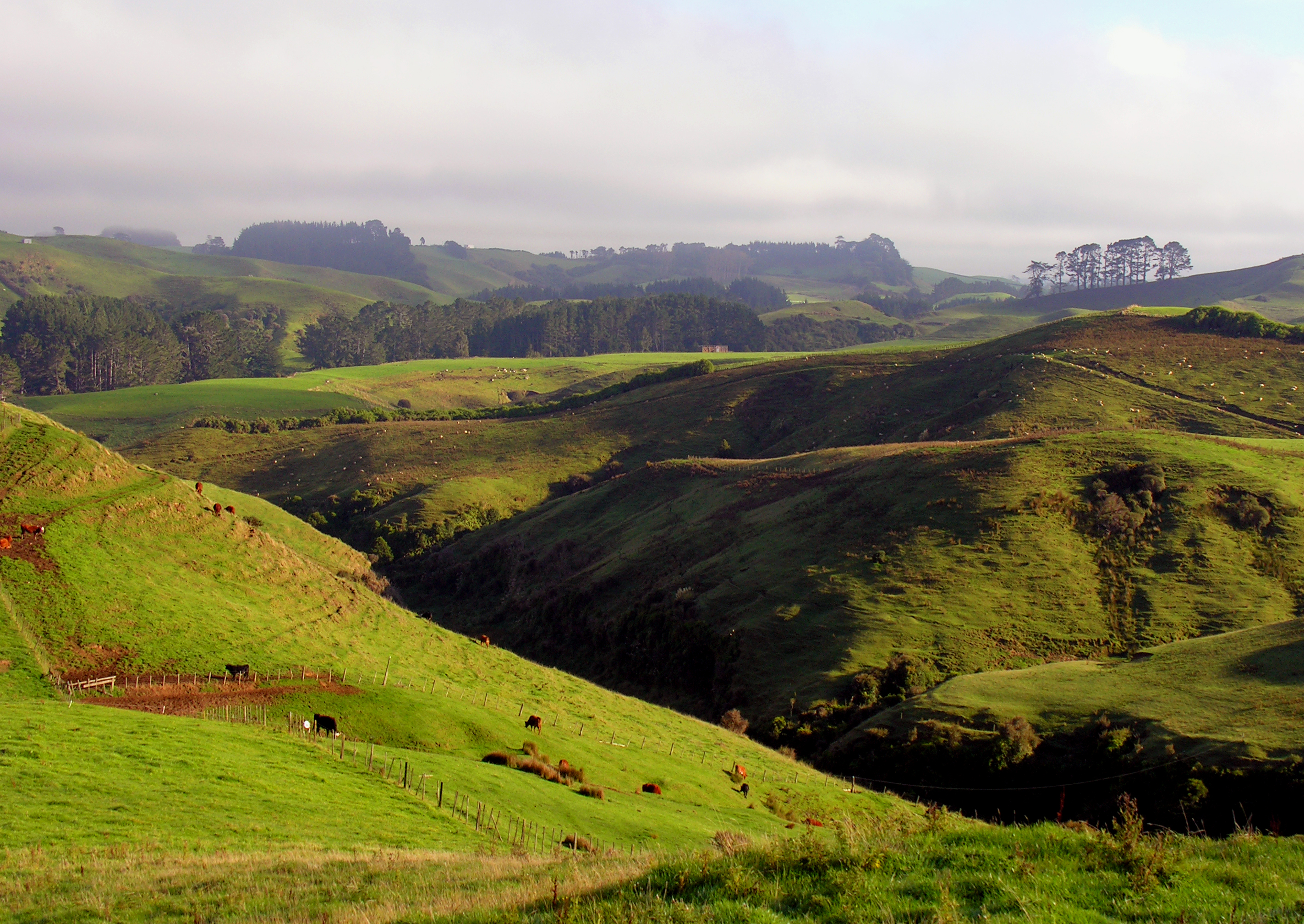
Près d’Eltham, dans le South Taranaki en Nouvelle-Zélande

Eltham est aussi la porte d’entrée du lac Rotokare (en), un lac naturel spectaculaire entouré d’un bush natif (vers l’est de la ville), et le lac artificiel de Rotorangi (en) créé par l’homme.
Les 2 principaux cours d’eau qui coulent à travers la ville d’Eltham elle-même, sont le Mangawharawhara Stream, et la Waingongoro River.
Le Mangawharawhara Stream court vers l’est de la ligne de chemin de fer de la Ligne principale de l'Île du Nord (en). Il coule sous le centre de commerce du district via une canalisation et au delà de l’école et du Golf Club d’Eltham vers le sud de la ville.
Le fleuve Waingongoro forme la limite ouest de la ville elle-même, s’écoulant à travers le terrain de la église presbytérienne (en) situé dans le nord-ouest de la ville et dans le parc de Taumata Park (le principal terrain de camping de la ville et le terrain de sport dans la partie ouest de la ville) et sinuant vers le sud-ouest pour se jeter dans la mer de Tasman au niveau d'Ohawe Beach, près de la ville d'Hawera.
Roth note que ce fut sur les berges de la rivière que Chew Chong installa son usine nommée "Jubilee" en 1887[réf. nécessaire].

## Administration locale
Eltham et les communautés qui l’entourent bénéficient d’une bibliothèque complète et des services d’un conseil (venant sous l’égide du conseil du district de South Tanaraki (en), basé dans la ville voisine de Hawera).
Les services fournis comprennent l’enregistrement de votre chien, le payement des impôts et les demandes de permis de construire. C’est aussi une agence de la poste. D’autres services comprennent un ‘Tot Time’ pour moins de 5s et un site de rencontre régulier ‘coffee and blog’ pour les résidents pour apprendre les nouvelles technologies dans un environnement amical. La ‘LibraryPlus’ a aussi 3 ordinateurs offrant une liaison internet et Skype pour le public.

## Éducation
L’école d’Eltham School est une école publique mixte assurant tout le primaire, allant de l’année 1 à 8 avec un taux de décile de 3 et un effectif de 186 élèves. L’école a été fondée en 1886.

## Personnalités notables
- Sir Ronald Syme - Historien/classiciste (1903–1989)[12].
- Amyas Connell - Architecte (1901–1980)
- Martin Donnelly (en) – joueur de cricket, joueur de rugby Angleterre (1917-1999)
- Brian "Jazz" Muller - All Blacks (1942-)[13]
- Bryce Robins (en) - All Blacks (1958-)[14]
- Geoff Old (en) - All Blacks (1956-)[15]
- Roger Urbahn (en) - All Blacks (1934–1984)[16]
- Chau Tseung (en) (ou Chew Chong) – Fondateur de l’usine de fabrication du beurre (1827-1844?-1920)[17],[18].
- Charles Knight aka Tankboy (en) – producteur de télévision[19],[20].
- Gavin Hill (en) - ancien Kiwi (1992-1996) et représentant du New Zealand Maori Rugby (1991).
- Richard Karl Arnold - ancien des Newcastle Falcons Forward, maintenant manager de la Falcons Academy[21],[22].